# Thérouanne
Thérouanne là một xã trong vùng Hauts-de-France, thuộc tỉnh Pas-de-Calais, quận Saint-Omer, tổng Aire-sur-la-Lys. Tọa độ địa lý của xã là 50° 38' vĩ độ bắc, 02° 15' kinh độ đông. Thérouanne nằm trên độ cao trung bình là 38 mét trên mực nước biển, có điểm thấp nhất là 31 mét và điểm cao nhất là 116 mét. Xã có diện tích 8,37 km², dân số vào thời điểm 1999 là 1045 người; mật độ dân số là 125 người/km².

## Thông tin nhân khẩu
| 1962 | 1968 | 1975 | 1982 | 1990 | 1999  |
| ---- | ---- | ---- | ---- | ---- | ----- |
| 868  | 877  | 886  | 943  | 971  | 1 045 |